# Colecovision
ColecoVision är en TV-spelskonsol från Coleco, introducerad på marknaden under 1982. ColecoVision introducerade i och med sitt intåg på marknaden två helt nya koncept: att kunna expandera hårdvaran samt möjligheten att spela spel avsedda för andra system. Deras Atari 2600-expansion orsakade en rättslig strid med Atari som dock Coleco vann. Colecovisions spel gick även att köra med en expansionsmodul till Spectravideo 318/328. Spectravideo tillverkade dessutom några olika styrspakar som var kompatibla med Colecovisions handkontroller.

## Hårdvara

### Tekniska specifikationer
- CPU: Zilog Z80A @ 3,58 MHz
- Grafikprocessor: Texas Instruments TMS9928A
  - 256 × 192 pixel
  - 32 sprites
  - 16 färger
- Ljudkrets: Texas Instruments SN76489A
  - 3 tongeneratorer
  - 1 brusgenerator
- VRAM: 16 kB
- RAM: 1 kB
- Kassett-ROM: 8/16/24/32 kB

### Likheter med andra plattformar
ColecoVision innehåller samma CPU och grafikkrets som MSX och Sega SG-1000/SC-3000. Den delar även ljudkrets med Segakonsolerna (inklusive Master System) vilket gör dem identiska i hårdvarukompatibilitet. MSX innehåller en ljudkrets som är mycket lik i kompatibilitet med General Instruments AY-3-8910. På grund av detta är det mycket enkelt att porta spel mellan de tre systemen.

### Fotnoter
1. ↑  ”Colecovision” (på engelska). IGN. http://www.ign.com/lists/top-25-consoles/12. Läst 24 maj 2017.